# Hoa Vinh
Hoa Vinh (花荣, bính âm: Huā Róng) là một nhân vật hư cấu trong tiểu thuyết Thủy hử của Thi Nại Am. Ông là đầu lĩnh thứ 9 trong 108 đầu lĩnh Lương Sơn Bạc, được sao Thiên Anh Tinh (chữ Hán: 天英星; tiếng Anh: Hero Star) chiếu mệnh. Vì giỏi bắn cung nên ông có biệt hiệu là "Tiểu Lý Quảng" (小李廣, Lý Quảng nhỏ). Ông được mọi người kính trọng do lòng trung thành và lòng can đảm trong chiến đấu.

## Xuất thân
Hoa Vinh có môi đỏ thắm, răng trắng đẹp, khuôn mặt khôi ngô trẻ trung, ngực nở nang, vai rộng. Ông có tài bắn tên, có thể bắn đứt đôi lá liễu trong cách xa 100 bước chân, do đó được gọi là Tiểu Lý Quảng (Lý Quảng là một tướng thời nhà Hán rất giỏi cung tiễn). Ngoài ra Hoa Vinh cũng là một người chăm sóc và huấn luyện ngựa rất giỏi. Ông có vợ là Thôi Xuân Yến - bạn thân với em gái ông. Ông còn là con người cương trực, thẳng thắn, là vị anh hùng hết lòng vì nghĩa, một con người tài hoa, trí dũng song toàn.
Trong tiểu thuyết, Hoa Vinh là quan võ tri trại ở Thanh Phong, ông cũng là bạn thân của Tống Giang Tống Công Minh.

## Giao chiến ở trại Thanh Phong
Vợ của Lưu Cao (quan văn tri trại Thanh Phong, đồng liêu của Hoa Vinh) tình cờ lên núi Thanh Phong viếng mộ mẹ thì bị Vương Anh - thủ lĩnh trại Thanh Phong bắt về trại định lập làm áp trại phu nhân. Bà ta khai với các thủ lĩnh Thanh Phong rằng bà là thê tử của quan tri trại Thanh Phong, Tống Giang bèn ra tay cứu bà, khuyên Vương Anh thả bà. Nhưng khi về với chồng, bà lại lấy oán trả ơn, vu cho Tống Giang tội cấu kết với cường đạo núi Thanh Phong. Lưu Cao lập tức ra lệnh bắt Tống Giang về trại xét xử.
Về tới trại, khi xét xử, vợ Lưu Cao liên tục thúc ép chồng xử Tống Giang thật nặng. Lưu Cao theo ý vợ, sai đánh Tống Giang và đem giam.
Hoa Vinh biết tin Tống Giang bị oan, ông viết thư gửi Lưu Cao xin thả người. Nhưng Lưu Cao đã khước từ và đuổi người đưa thư của Hoa Vinh. Ông liền dẫn quân phá ngục cứu Tống Giang ra.
Lưu Cao cầu cứu quan Thanh Châu là Mộ Dung Ngạn Đạt. Hoàng Tín được cử đến đánh dẹp quân của Hoa Vinh. Hoàng Tín lừa bắt được Hoa Vinh, sau đó áp giải cả Hoa Vinh và Tống Giang về Thanh Châu. Giữa chừng xe tù bị Yến Thuận, Vương Anh, Trịnh Thiên Thọ cướp, cứu được Hoa Vinh và Tống Giang.

## Gia nhập Lương Sơn
Sau khi trại Thanh Phong bị hạ, Hoa Vinh theo lên Lương Sơn và trở thành một trong Mã Quân Bát Hổ Tiên Phong tướng (cùng với Từ Ninh, Sách Siêu, Dương Chí, Trương Thanh, Chu Đồng, Sử Tiến và Mục Hoằng). Tài bắn cung của Hoa Vinh đã góp công rất lớn trong những lần chinh phạt của quân Lương Sơn. Thêm vào đó, uy tín của Hoa Vinh cũng đã thuyết phục được nhiều người gia nhập Lương Sơn dưới lá cờ "Thế thiên hành đạo". Hoa Vinh đứng đầu trong tám tướng tiên phong của Lương Sơn.

## Kết thúc cuộc đời
Sau khi chiêu an, Hoa Vinh theo nghĩa quân Lương Sơn chinh phạt Liêu, Vương Khánh, Điền Hổ và Phương Lạp. Sống sót trở về sau chiến dịch Phương Lạp, Hoa Vinh được bổ nhiệm chức Đô thống chế phủ Thương Châu quận Hoành Hải. Được tin Tống Giang và Lý Quỳ bị gian thần hãm hại, Hoa Vinh đến nơi và gặp Ngô Dụng cũng ở đó Ngô Dụng và Hoa Vinh sau khi mang xác Tống Giang và Lý Quỳ đi chôn, cũng treo cổ tự vẫn ở cùng chỗ 2 ngôi mộ tại đầm Lục Nhi, một nơi rất giống Lương Sơn.

## Trong Đãng Khấu Chí
Tại hồi 55, Hoa Vinh đưa chiến thư thách đấu tên với Lệ Khanh (thần tiễn số 1 phe Viên Tý). Hôm sau, hai bên dàn trận ở Vọng Mông sơn, Hoa, Trần hai tướng xách tên đeo cung vào trận. Hai bên trổ hết tài năng mẹo lược, bắn đến hơi chục mũi tên chưa phân thắng bại. Hoa Vinh nghĩ bụng sẽ nhân lúc Lệ Khanh bắt vào ngựa sẽ bắn thẳng vào mũ. Nào ngờ đâu Lệ Khanh cũng có mưu khác, không nhằm vào ngựa mà bắn thẳng vào bụng Hoa Vinh. 2 cung cùng kéo, 2 tên cùng phóng ra, lướt gió xé đến, chiếc mũ trên đầu Lệ Khanh bay mất, nhưng tiếc thay mũi tên kia đã cắm thẳng vào bụng, Hoa Vinh ngã ngựa.
Tiếc thay cho thần tiễn, Thiên Anh Tinh nay bị Nữ Phi Vệ bắn hạ.

Tham khảo
1. ↑  Đãng Khấu chí tập 4 -NXB Đà Nẵng.